# 모전초등학교 (경남)
모전초등학교는 대한민국 경상남도 창녕군 대합면 모전로 197-1 (모전리)에 있었던 초등학교이다.

## 연혁
- 1949년 12월 1일 구룡국민학교 대전분교장 설립인가
- 1952년 5월 1일 모전국민학교 설립인가
- 1981년 3월 5일 병설유치원 개원
- 1996년 3월 1일 모전초등학교로 개칭
- 1998년 3월 1일 대합초등학교로 병합